# Paria River
De Paria River is een rivier met een lengte van 153 km die stroomt door de Amerikaanse Staten Utah en Arizona en uitmondt in de Colorado bij Lees Ferry. De rivier stroomt in zijn bovenloop door een brede vallei, deels door Grand Staircase-Escalante National Monument. Voorbij de grens met Arizona stroomt de rivier door een nauwe en diepe canyon, waar de Buckskin Gulch in de Paria River uitmondt.
- Gemeinsame Normdatei: 4311190-7
- Library of Congress Control Number: sh91006443
- Nationale Bibliotheek van Israël: 987007544236805171
- Virtual International Authority File: 238500566